# NGC 5368
NGC 5368 (również PGC 49431 lub UGC 8834) – galaktyka spiralna z poprzeczką (SBab), znajdująca się w gwiazdozbiorze Wielkiej Niedźwiedzicy. Odkrył ją William Herschel 14 kwietnia 1789 roku.